# Апокрифические произведения Уильяма Шекспира

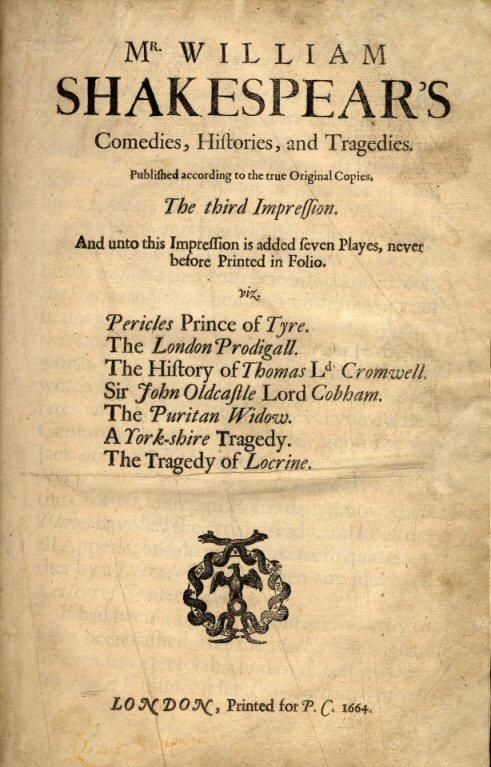
Третье фолио пьес Шекспира с перечислением дополнительных произведений, приписываемых автору.

Апокрифы Шекспира — группа пьес и стихотворений, которые иногда приписываются Уильяму Шекспиру, но чья атрибуция сомнительна по разным причинам. Эту тему традиционно отделяют от дебатов об авторстве Шекспира в случае с произведениями, традиционно приписываемыми этому автору. К апокрифам относят ряд пьес, вошедших в состав Третьего фолио: «Локрин», «Лондонский распутник», «Пуританка», «Сэр Джон Олдкастл», «Томас, лорд Кромвель», «Йоркширская трагедия». Кроме того, это «Беспокойное правление короля Иоанна», «Рождение Мерлина», «Прекрасная Эм», «Муцедор», «Арден из Фавершэма» и другие.

## Контекст
При жизни Уильяма Шекспира была опубликована только примерно половина его пьес. Некоторые пьесы были опубликованы в формате quarto, небольшом дешёвом формате. В 1623 году, через семь лет после смерти драматурга, его коллеги-актёры Джон Хемингс и Генри Конделл составили полный сборник его пьес, известный как Первое фолио. Хемингс и Конделл смогли сделать это, потому что они, как и Шекспир, работали на «Слуг короля», лондонскую театральную труппу, поставившую все эти пьесы.
Помимо пьес, под именем Шекспира издавались и стихи. Сборник под названием «Страстный пилигрим» содержит подлинные стихи Шекспира, а также стихи, доподлинно написанные другими авторами, и ряд стихов неизвестного происхождения. Мнения учёных об атрибутировании произведений из последней группы расходятся.

## Пьесы, приписываемые Шекспиру в XVII веке, но не включённые в Первое фолио
Ряд пьес, опубликованных в Ин-кварто в XVII веке, содержат имя Шекспира на титульном листе или в иных местах, однако не представлены в Первом фолио . Ряд этих пьес (например, «Перикл»), по мнению большинства шекспироведов, были сочинены им (по крайней мере, частично). Иные, например, Томас Лорд Кромвель, написаны столь нетипично, что трудно поверить, что они были действительно написаны Шекспиром.
Шекспироведы выдвигали различные причины существования этих пьес. В ряде случаев атрибуция на титульном листе может быть ложью, сообщаемой недостоверными типографами, наживающимися на репутации Шекспира. В иных случаях Шекспир мог выполнять роль редактора при создании пьес, не принимая участия в их написании, или же они могли просто основываться на наброске шекспировского сюжета. Некоторые из них могли быть результатом сотрудничества Шекспира и других драматургов (хотя Первое фолио включает и такие пьесы, как «Генрих VIII», «Генрих VI, часть 1» и «Тимон Афинский», которые, согласно современному стилистическому анализу, считаются продуктом совместного труда). Другое объяснение происхождения той или иной или же всех пьес сразу состоит в том, что они не были написаны для «Слуг короля», а возможно, были созданы в самом начале шекспировской карьеры и, следовательно, были недоступны для Хемингса и Конделла, когда те составляли Первое фолио.
К. Ф. Такер Брук насчитал 42 пьесы, предположительно приписываемые Шекспиру, многие из которых были созданы при его жизни, однако отбрасывает большинство, оставляя лишь большую часть нижеперечисленных, с рядом дополнений.
- «Рождение Мерлина» было опубликовано в 1662 году как произведение Шекспира и Уильяма Роули . Эта атрибуция явно надувательская или ошибочная, поскольку существуют недвусмысленные доказательства того, что пьеса была написана в 1622 г., через 6 лет после смерти Шекспира. Маловероятно, чтобы Шекспир и Роули сочиняли вместе, т.к. они оба были главными драматургами конкурирующих театральных групп. Пьеса была названа «забавной, красочной и динамичной» [2], однако критический консенсус согласен с выводом Генри Тиррелла, что в пьесе «нет ни единого следа гения барда из Эйвона» [3], что подкрепляется предположением С. Ф. Такер Брука, что Роули сознательно подражал шекспировскому стилю.[4]
- Сэр Джон Олдкасл первоначально был опубликован анонимно в 1600 году. В 1619 г. второе издание было приписано Шекспиру как часть Фальшивого фолио Уильяма Джаггарда . На самом деле в дневнике Филиппа Хенслоу было записано, что пьеса сочинена Энтони Мандеем, Майклом Дрейтоном, Ричардом Хэтуэем и Робертом Уилсоном .
- Йоркширская трагедия – опубликована в 1608 г. как произведение Шекспира. Хотя совсем немного читателей поддерживают это утверждение, однако масса стилистических свидетельств говорит об авторстве Томаса Миддлтона .
- «Перикл, принц Тирский» был опубликован под именем Шекспира. Шероховатый стиль говорит о том, что первые два акта написаны каким-то другим драматургом. В 1868 г. Николай Делий предложил считать этим неизвестным сотрудником Шекспира Джорджа Уилкинса; столетие спустя Ф. Д. Хенегер предложил на эту роль Джона Дэя . В целом критики признали, что последние три акта пьесы в целом принадлежат Шекспиру, имея в виду утверждение Гэри Тейлора (Gary Taylor) о том, что к середине якобинского десятилетия «поэтический стиль Шекспира стал настолько своеобразным, что он выделяется — даже в повреждённом тексте — от стиля его современников».[5]
- «Два знатных родича» были опубликованы в ин-кварто в 1634 г. в результате сотрудничества Шекспира и Джона Флетчера, молодого драматурга, взявшего на себя работу Шекспира в качестве главного драматурга «Слуг короля». Большинство шекспироведов согласны с этой атрибуцией, и пьеса повсеместно признаётся полноправной частью шекспировского канона, несмотря на её совместное происхождение. Она полностью включена в Оксфордское издание Шекспира (1986 г.) и в Риверсайдовское издание Шекспира (1996 г.).
- Эдуард III был опубликован анонимно в 1596 году. Впервые он был приписан Шекспиру в каталоге книготорговца, опубликованном в [6] году. Различные ученые предполагают возможное авторство Шекспира, поскольку ряд отрывков, по-видимому, несут его печать, среди других разделов, которые на удивление скучны. В 1996 году издательство Yale University Press стало первым крупным издательством, выпустившим издание пьесы под именем Шекспира, а вскоре после этого пьесу поставила Королевская шекспировская труппа (получив неоднозначные отзывы). В 2001 году в Тихоокеанском репертуарном театре была поставлена американская профессиональная премьера, получившая положительные отзывы за начинание. Складывается общее мнение, что пьеса была написана группой драматургов, в том числе Шекспиром в начале его карьеры, но кто именно написал то, что до сих пор остается открытым. Уильям Монтгомери редактировал пьесу для второго издания Полного собрания Оксфордского Шекспира (2005 г.), где она приписывается «Уильяму Шекспиру и другим».
- «Лондонский распутник» был напечатан в 1605 году под именем Шекспира. Поскольку это пьеса «Слуг короля», Шекспир, возможно, сыграл второстепенную роль в ее создании, но, по словам Такера Брука, «кафоличность и психологическая проницательность Шекспира явно отсутствуют».[7] Фли выдвинул гипотезу, что Шекспир написал грубый набросок или сюжет, а фактическое написание оставил другому драматургу.
- Вторая трагедия девушки сохранилась только в рукописи. Три перечеркнутых атрибуции на руках семнадцатого века приписывают его Томасу Гоффу, Шекспиру и Джорджу Чепмену . Профессиональный эксперт по почерку Чарльз Гамильтон попытался утверждать, что пьеса была рукописью Шекспира о потерянном Карденио . Однако стилистический анализ очень сильно указывает на Томаса Миддлтона как на истинного автора «Второй трагедии девушки» .
- Пьесы «Библиотеки Карла II»: в библиотеке Карла II неизвестный человек семнадцатого века связал вместе три кварто анонимных пьес и назвал их «Шекспир, том 1». Как атрибуция семнадцатого века, это решение заслуживает некоторого внимания. Три пьесы:
  - Прекрасная Эмма, дочь мельника из Манчестера, написанная ок. 1590. Еще один кандидат на ее авторство — Роберт Уилсон .
  - Муцедор, чрезвычайно популярная пьеса; впервые он был напечатан в 1598 году и выдержал несколько изданий, несмотря на явно искаженный характер текста. Поскольку это пьеса «Слуг короля», Шекспир, возможно, сыграл второстепенную роль в ее создании или переработке, но ее настоящий автор остается загадкой; Иногда предлагают Роберта Грина .
  - «Веселый дьявол из Эдмонтона », впервые опубликованный в 1608 году. Поскольку это пьеса «Слуг короля», Шекспир, возможно, сыграл второстепенную роль в ее создании, но стиль пьесы не имеет ничего общего с Шекспиром.

## Пьесы, подписываемые "WS" в XVII в. и не включённые в Первое фолио.
Некоторые пьесы были подписаны «WS» в XVII в. Эти инициалы могли относиться не только к Шекспиру, но и к малоизвестному драматургу Вентворту Смиту.
- Локрин – опубликована в 1595 г. как «Недавно выпущенная, проверенная и исправленная WS» ("Newly set forth, overseen and corrected by W.S.").
- Томас, лорд Кромвель была опубликована в 1602 г. и подписана «WS». За исключением нескольких учёных вроде Людвига Тик и Августа Вильгельма Шлегеля, «едва ли кто-либо решил, что Шекспир хотя бы в малейшей степени участвовал в сочинении этих пьес».[9]
- Пьеса Пуританка была опубликована в 1607 г. и подписана «WS». Сейчас принято считать, что эта пьеса написана Миддлтоном или Смитом.

## Пьесы, приписывавшиеся Шекспиру после XVII в.
Позднейшие читатели и шекспироведы приписывают Шекспиру ряд анонимных пьес. Многие такие утверждения поддерживаются лишь спорными представлениями о том, что представляет собой «шекспировский стиль». Тем не менее, некоторые осторожно принимаются в современной науке.
- Арден из Фавершема — анонимная пьеса, напечатанная в 1592 г. и иногда приписываемая Шекспиру. Однако её стиль и тематика сильно отличаются от других пьес Шекспира. Полная атрибуция не поддерживается в современной науке, хотя стилистический анализ показал, что Шекспир, по-видимому, приложил руку, по крайней мере, к сцене VIII (пьеса не разделена на действия). Томаса Кида часто считают автором большей части Ардена из Фавершема, однако предлагались и другие авторы.
- Эдмунд Айронсайд — анонимная рукописная пьеса. Эрик Сэмс утверждает, что она написана Шекспиром, предлагая считать её самой ранней из сохранившихся работ, однако эта версия практически никого не убедила.
- Сэр Томас Мор сохранилась лишь в рукописи. Эта пьеса была написана в 1590е гг., а затем переработана, возможно, 10 лет спустя. Пьеса включена во второе издание Полного Оксфордского Шекспира (2005), где оригинальная пьеса приписывается Энтони Мандею и Генри Четтлу, с более поздними изменениями и дополнениями Томаса Деккера, Шекспира и Томаса Хейвуда. Ряд страниц написаны автором ("Hand D"), которого многие считают Шекспиром, т.к. почерк и написание, а также стиль, видимо, совпадают. Однако атрибуция принимается не всеми, тем более что 6 подписей на юридических документах являются единственными проверенными подлинными образцами шекспировского почерка.
- Томас Вудсток, иногда также называемый Ричардом II, часть I, – это анонимная пьеса конца XVI или начала XVII в., изображающая события, приведшие к убийству Томаса Вудстока и происходящие непосредственно перед начальными сценами исторической пьесы Шекспира Ричард II . Томас Вудсток сохранилась в качестве анонимной рукописи без названия, в которой отсутствует последняя страница (или страницы), она составляет часть коллекции Эгертона, хранящейся в Британской библиотеке . Поскольку в пьесе описываются события, непосредственно предшествовавшие событиям «Ричарда II», некоторые учёные приписывают пьесу Шекспиру или предполагают, что она повлияла на пьесу Барда. Однако немногие редакторы поддержали атрибуцию Шекспиру. Стилистический анализ позволил Макдональду П. Джексону предложить в качестве потенциального автора пьесы Сэмюэля Роули[10]. Более поздние шекспироведы, и в первую очередь Майкл Иган, попытались вернуть атрибуцию Шекспиру.[11]
- «Испанская трагедия» Томаса Кида — пьеса с элементами, напоминающими «Гамлета» . Недавний графологический анализ показывает, что некоторые части могли быть редактированы Шекспиром[12]. В 2013 г. Royal Shakespeare Company опубликовала издание, где пьеса частично приписывается Уильяму Шекспиру[13].
- Как распознать плута (A Knack to Know a Knave). Ганспетер Борн (Hanspeter Born) утверждает, что Шекспир переписал ряд сцен романтической пьесы «Умение распознать лжеца», которую ряд учёных предположительно приписывают Роберту Грину[14].

## Утраченные пьесы
- Вознаграждённые усилия любви. Писатель конца XVI в. Фрэнсис Мирс, а также клочок бумаги (очевидно, от некоего книготорговца) указывают это название среди недавно опубликованных произведений Шекспира, но ни одной копии пьесы с таким названием не сохранилось. Возможно, она утеряна или же представляет собой альтернативное название существующей пьесы, например «Много шума из ничего», «Все хорошо, что хорошо кончается» или «Укрощение строптивой».
- История Карденио. Эта поздняя пьеса Шекспира и Флетчера, упоминаемая в нескольких документах, не дошла до нас. Вероятно, она являлась переложением рассказа Мигеля де Сервантеса «Дон Кихот» . В 1727 г. Льюис Теобальд поставил пьесу под названием «Двойное вероломство», которую, по его словам, он адаптировал из 3 рукописей утраченной пьесы Шекспира, название которой он не указал. Вопреки этому заявлению профессиональный эксперт-графолог Чарльз Гамильтон утверждал, что пьеса «Вторая трагедия девушки» (обычно считающаяся произведением Томаса Миддлтона) на самом деле является шекспировской рукописью утраченной пьесы «Карденио». В редких случаях, когда «Вторая трагедия девушки» ставится на сцене, она иногда исполняется под названием Cardenio, как, например, в постановке Джеймса Кервина 2002 г. в театре 2100 Square Foot в Лос-Анджелесе, а также в постановке в Burton Taylor Theatre в 2004 г. В марте 2010 г. издательство Arden Shakespeare опубликовало издание «Двойного вероломства» (Double Falsehood), назвав её пьесой Шекспира и Флетчера, адаптированной Теобольдом, таким образом, впервые официально включив её в шекспировский канон. В 2013 г. Royal Shakespeare Company опубликовала издание, где Двойное вероломство отчасти приписывается Уильяму Шекспиру[13].
- Утраченная пьеса под названием «Пра-Гамлет», по мнению ряда шекспироведов, является ранним произведением самого Шекспира. Эта теория была впервые выдвинута академиком Питером Александром и поддержана Гарольдом Блумом и Питером Акройдом, хотя ведущие шекспироведы считают, что её автор Томас Кид. Гипотеза Блума состоит в том, что эта ранняя версия «Гамлета» была одной из первых пьес Шекспира, и что к теме принца Датского он постоянно возвращался на протяжении всей своей карьеры и продолжал пересматривать её даже после своего канонического Гамлета 1601 г.

## Подложные издания
Желание открыть миру новую пьесу Шекспира также привело к созданию как минимум одной мистификации . В 1796 г. Уильям Генри Айрленд заявил, что нашёл утерянную пьесу Шекспира под названием «Вортигерн и Ровена». Айрленд ранее публиковал другие документы, которые, по его словам, были написаны Шекспиром, однако Вортигерн был первой пьесой, которую он предложил в качестве шекспировской. (Потом он выпустил ещё одну псевдошекспировскую пьесу «Генрих II» ). Пьеса изначально была принята литературным сообществом — хотя и не сразу — как подлинная. В конечном итоге 2 апреля 1796 г. пьеса была представлена на Друри-Лейн, что вызвало немедленные насмешки, и Айрленд в конце концов признался в мистификации.

## Апокрифические поэмы и стихи
Шекспиру приписываются несколько анонимных стихотворений. Ещё несколько приписываются ему в рукописях XVII в. Ни одно из них не получило всеобщего признания. Авторство ряда стихотворений, опубликованных под именем Шекспира при его жизни, также подвергается большому сомнению.

### Страстный пилигрим (The Passionate Pilgrim)
Страстный пилигрим — сборник стихов, впервые опубликованный в 1599 г. Уильямом Джаггардом, будущим издателем Первого шекспировского фолио . Хотя содержание титульного листа и приписывает всё содержание Шекспиру, но многие стихи были сочинены другими авторами. Некоторые – неизвестного происхождения и могли быть написаны Шекспиром. Джаггард выпустил расширенное издание «Страстного пилигрима» в 1612 г., где содержались дополнительные стихи про Елену Прекрасную, указанные на титульном листе («К чему недавно прибавлены два любовных послания, первое от Париса Елене, и ответ Елены Парису" (Whereunto is newly added two Love Epistles, the first from Paris to Hellen, and Hellen's answere back again to Paris). На самом деле они были написаны Томасом Хейвудом, они взяты из его Troia Britannica, опубликованной Джаггардом в 1609 г. Хейвуд протестовал против незаконного копирования в своих «Извинениях перед актерами» (Apology for Actors, 1612 г.), написав, что Шекспир был «очень оскорблён» Джаггардом за то, что тот «так дерзко обошёлся с его именем» (so bold with his name). Джаггард отменил атрибуцию Шекспиру на непроданных экземплярах издания 1612 г.

### "Жалоба влюблённой"
Это стихотворение было опубликовано в качестве приложения к сонетам Шекспира в 1609 г. Его авторство оспаривалось рядом учёных. В 2007 г. Брайан Викерс в монографии Shakespeare, "A Lover's Complaint", and John Davies of Hereford приписывает «Жалобу» Джону Дэвису. Другие учёные продолжают приписывать стихотворение Шекспиру.

### "Королеве" (To the Queen)

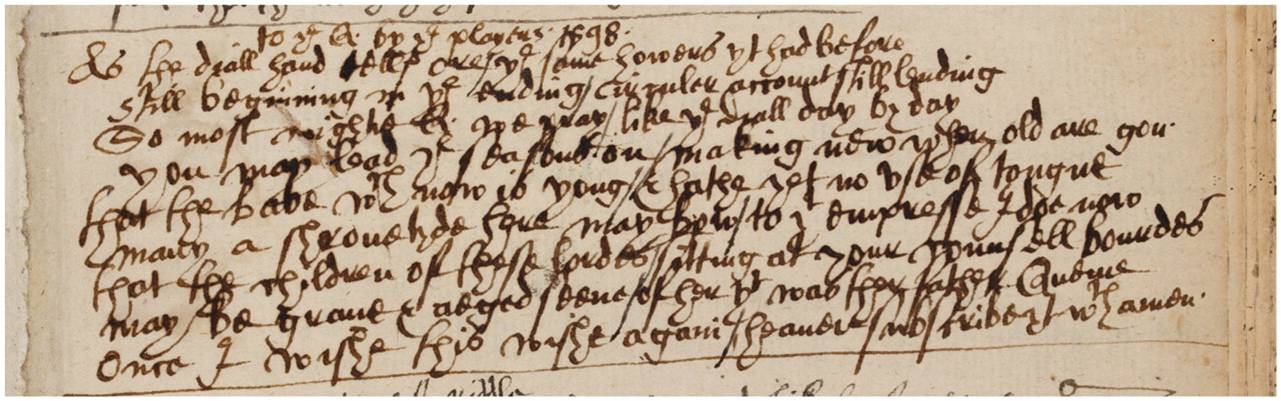
Рукопись «Королеве от Актёров» (To the Queen by the Players).

«Королеве» — это краткое стихотворение, восхваляющее королеву Елизавету, и вероятно, прочитанное в качестве эпилога к придворному представлению пьесы. Впервые оно было приписано Шекспиру американскими учёными Уильямом Ринглером и Стивеном Мэем, обнаружившим его в 1972 году в записной книжке Генри Стэнфорда, который, как известно, работал в доме лорда-камергера. Эту атрибуцию поддержали Джеймс С. Шапиро и Джульетта Дюсинбер. Оно было включено в 2007 г. Джонатаном Бейтом в полное издание ШекспираКоролевской шекспировской труппы. С тех пор атрибуцию оспаривали Майкл Хэттауэй, утверждавший, что стихотворение, скорее всего, принадлежит Бену Джонсону, и Хелен Хакетт, приписывающая его Томасу Деккеру.

### Похоронная элегия (A Funeral Elegy)
В 1989 г., используя стилометрический компьютерный анализ, учёный и судебный лингвист Дональд Фостер приписал «Похоронную элегию мастеру Уильяму Питеру», ранее приписывавшуюся только «WS», именно Уильяму Шекспиру на основе анализа грамматических моделей и своеобразного словоупотребления. Атрибуция привлекла большое внимание The New York Times и других газет.
Позднейший анализ, проведённый шекспироведами Жилем Монсарратом и Брайаном Викерсом, доказал, что атрибуция Фостера ошибочна и что истинным автором, вероятно, был Джон Форд. Фостер согласился с Монсаррат в электронном письме в список рассылки SHAKSPER в 2002 году.

### Умру ли я (Shall I die)
Это любовное стихотворение из девяти стихов приписывалось Шекспиру в рукописном сборнике стихов, сочинённом примерно в конце 1630х гг. В 1985 г. Гэри Тейлор обратил внимание на атрибуцию, что и привело к широкому научному обсуждению вопроса. Эта атрибуция не получила широкого признания. Майкл Добсон и Стэнли Уэллс заявляют, что авторство Шекспира «нельзя считать достоверным».

### Эпитафии

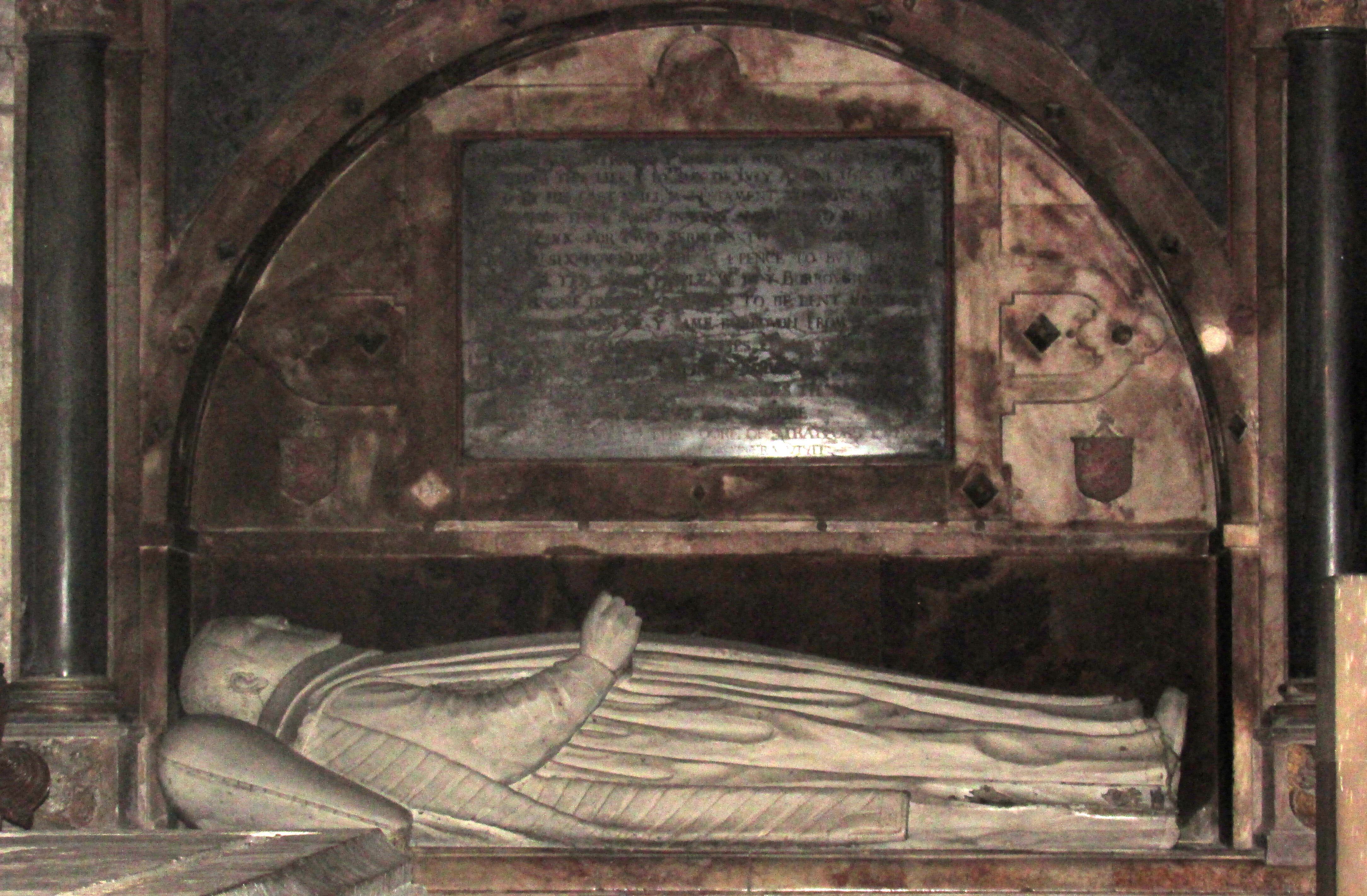
Могила Джона Комба в церкви Святой Троицы, Стратфорд-на-Эйвоне.

Шекспира идентифицировали в качестве автора двух эпитафий Джону Комбу, стратфордскому бизнесмену, и одной эпитафии Элиасу Джеймсу, пивовару, жившему в районе Блэкфрайарс в Лондоне. Шекспир определённо знал Комба и, вероятно, знал Джеймса. Предполагается, что шутливая эпитафия была также сочинена Бену Джонсону.
Эпитафия Иакову находилась на мемориале в церкви св. Андрея. Мемориала больше не существует, но существует свидетельство о нём в 1633 г. в «Обзоре Лондона» (Survey of London) Джона Стоу. Её текст также присутствует и в той же рукописи, где сохранилось «Умру ли я», и где оно приписывается Шекспиру. Эпитафия представляет собой традиционное изложение благочестивой жизни Иакова.
Эпитафии Комбу различны. Одна из них представляет собой сатирический комментарий о ростовщичестве Комба с 10-процентной ставкой. В стихе говорится, что он одолжил денег по цене один к десяти, и десять к одному он попадёт в ад (he lent money at one-in-ten, and it's ten-to-one he'll end up in hell). Это записано в ряде вариантных форм XVII-XVIII вв., обычно с историей о том, что Шекспир импровизированно сочинил их на вечеринке, где присутствовал Комб. Говорят, что Шекспир написал и ещё одну, более лестную эпитафию, после смерти Комба в 1614 г. В ней он хвалит Комба за то, что тот по своему завещанию раздал деньги бедным. Говорят, что она была прикреплена и к самой его могиле, рядом с могилой Шекспира. Однако в сохранившейся гробнице этого нет. Первая эпитафия с разночтениями также приписывалась и другим авторам, будучи адресована другим предполагаемым ростовщикам.
Анекдот, дошедший до нас с середины XVII в., рассказывает о том, что Джонсон начал эпитафию себе с общепринятой фразы «Здесь лежит Бен Джонсон»...", а Шекспир завершил её словами "... который, пока он жил, был медленный / А теперь мёртв – ничто" (... who while he lived was a slow thing / And now being dead is no thing).

## Нетрадиционный шекспировский канон и хронология
Основываясь на работах У. Дж. Кортхоупа, Хардина Крейга, Э. Б. Эверитта, Сеймура Питчера и других, шекспировед Эрик Сэмс (1926–2004), написавший две книги о Шекспире, отредактировал две ранние пьесы и опубликовал более сотни статей, утверждая, что «Шекспир был первопроходцем, не переписывавшим ничьих пьес, кроме своих собственных», и что он «возможно, был мастером структурности ещё прежде того, как стал мастером языка». Шекспир считал обвинения в плагиате (например, Гриновское, "beautified with our feathers" («украшенный нашими перьями») оскорбительными (см. сонеты 30, 112).
Доверяя ранним «биографическим» источникам Джону Обри и Николасу Роу, Сэмс переоценил ранние и «недостающие» годы Шекспира и на основе подробного текстового анализа доказал, что Шекспир стал писать пьесы с середины 1580-х годов, их стиль – не тот, что мы сегодня распознаём в качестве шекспировского. Т.н. «Source Plays» и «Derivative Plays» («Знаменитые победы Генриха V», «Укрощение строптивой », «Беспокойное правление короля Иоанна» и т.н. Плохие Кварто) – это (если исключить ошибки типографов) первые версии более известных поздних пьес. Как сообщают многие титульные листы ин-кварто, Шекспир был тщательным редактором собственных произведений, переписывая, расширяя и исправляя их до конца своей жизни. Бен Джонсон в стихах, посвященных Первому фолио, выразился о Шекспире, что он "struck the second heat / upon the Muses' anvil" (на наковальне муз ковал железо пока горячо).
Сэмс не соглашался с ортодоксальными теориями XX в., отвергая теорию реконструкции памяти забывчивыми актерами как «ошибочную» (wrong-headed). «Авторская обработка ранних пьес — единственная разумная альтернатива» (Authorial revision of early plays is the only rational alternative). Несколько неофициальных копий, упомянутых в предисловии к Фолио, представляли собой кварто 1619 года, в основном уже вытесненные пьесы, поскольку «Шекспир имел наклонность к выпуску собственных популярных ранних версий для постановки и печати, т.к. его собственная мастерская редакция[и] должны были вскоре случиться». Сэмс полагал, что Шекспир "на пенсии" пересматривал свое творчество «для окончательной публикации» (for definitive publication). Переработанные «ученические пьесы», естественно, были исключены из фолио.
Сэмс также отказался от ортодоксальных теорий о шекспировских коллаборациях : за исключением сэра Томаса Мора, Двух знатных родичей и Генриха VIII, пьесы принадлежали исключительно ему, хотя многие из них были лишь частично переработаны. Согласно аргументам Сэмса об авторстве и датировке, Шекспир сочинил не только самую раннюю «современную» хронику «Беспокойное царствование» ок. 1588 г., но также и «самую раннюю известную современную комедию и трагедию», «Укрощение Строптивой» и «Ур- Гамлета» (= Кварто 1603 г.).
Сэмс также кратко утверждал, что «существуют некоторые свидетельства шекспировского авторства «Усладительной Комедии о Прекрасной Эм, дочери мельника» и любви Вильгельма Завоевателя, написанной до 1586 г., и «Печальной трагедии Локрина», написанной в середине 1580х гг. и «недавно выпущенной, рассмотренной и исправленной WS» в 1595 г..
Второй том не был закончен на момент смерти Сэмса.